# アラン・キュニー
アラン・キュニー（Alain Cuny、1908年7月12日 - 1994年5月16日）は、フランスの俳優。

## 出演作品
- 映画史
- カサノヴァ最後の恋
- カミーユ・クローデル
- 予告された殺人の記録
- ゴダールの探偵
- エボリ
- ローマに散る
- 雨のアムステルダム Two in the Amsterdam Rain
- エマニエル夫人（マリオ）
- 総進撃
- サテリコン（リーカ）
- 栄光への5000キロ
- 銀河
- 堕落
- バナナの皮
- 甘い生活
- 恋人たち
- ノートルダムのせむし男
- 悪魔が夜来る